# Гарбузинка (притока Шполки)
Гарбузинка — річка в Україні, у Звенигородському й Шполянському районах Черкаської області. Права притока Шполки (басейн Південного Бугу).

## Опис
Довжина річки приблизно 8,8 км.

## Розташування
Бере початок на південно-східній стороні від села Княжа. Тече переважно на південний схід через Кам'януватку, Васильків і впадає у річку Шполку, ліву притоку Гнилого Тікичу. 
Притоки: Татарка (ліва).